# Gurgunta
Gurgunta är en ort i Indien.   Den ligger i distriktet Raichur och delstaten Karnataka, i den södra delen av landet, 1 400 km söder om huvudstaden New Delhi. Gurgunta ligger 466 meter över havet och antalet invånare är 10 207.
Terrängen runt Gurgunta är platt. Runt Gurgunta är det ganska tätbefolkat, med 192 invånare per kvadratkilometer. Närmaste större samhälle är Lingsugūr, 18,4 km sydväst om Gurgunta. Trakten runt Gurgunta består till största delen av jordbruksmark.